# 罗普拉
罗普拉（法語：Ropraz）是瑞士联邦西部法语区的沃州下设的一个镇。在行政上属于布罗瓦-维利区管辖。罗普拉的总面积为4.83平方公里。截至2010年底，总人口为368。